# Дурнвальдер, Луис
Лу́ис Дурнва́льдер (нем. Luis Durnwalder), или Ало́из Дурнва́льдер (нем. Alois Durnwalder; род. 23 сентября 1941, Фальцес, провинция Больцано, Италия) — итальянский государственный деятель и немецкоязычных политик, член партии Союз за Трентино.
Президент автономной провинции Больцано в 1989—2014 годах. Президент автономной области Трентино-Альто-Адидже в 2004—2006 и 2008—2011 годах. Президент еврорегиона Тироль-Альто-Адидже-Трентино в 2011—2013 годах.
Кавалер Баварского ордена «За заслуги» с 1984 года. Кавалер Большой почётной звезды «За заслуги перед Австрийской Республикой» с 1995 года. Кавалер Большого офицерского креста ордена «За заслуги перед Федеративной Республикой Германия» с 2000 года. Кавалер Большого креста ордена Заслуг Суверенного Мальтийского военного ордена с 2005 года. Почётный кавалер ордена Святого Георгия (Габсбург-Лотарингский дом). Имеет сельскохозяйственное и юридическое образования. Холостяк.

## Биография
Родился в коммуне Фальцес 23 сентября 1941 года. Он был пятым ребёнком из одиннадцати детей в семье горных фермеров. Изучал сельское хозяйство в университетах Вены и Флоренции и юриспруденцию в университетах в Вене и Инсбруке. В течение нескольких лет преподавал, перед тем как возглавил Ассоциацию южно-тирольских фермеров.

### Политическая карьера
С 1969 по 1973 год был мэром коммуны Фальзес. В 1973 году стал провинциальным советником. С 1976 по 1978 год был вице-президентом Совета автономной провинции Больцано. Затем в течение десяти лет снова занимал пост провинциального советника. 17 марта 1989 года был избран президентом совета Автономной провинции Больцано и занимал эту должность четыре срока подряд. Занимал лидирующее положение в Южнотирольской народной партии.
С 2004 по 2006 год, с введением ротации, также являлся президентом Автономной области Трентино-Альто-Адидже. Его сменил на этой должности президент Автономной провинции Тренто Лоренцо Деллаи, после срока которого он снова занял этот пост.
Дюрнавльдер был переизбран президентом провинции во время выборов 26 октября 2008 года по пропорциональной системе, действующей в Автономной провинции Больцано, и возглавил правительство, сформированной Южнотирольской народной партией (имела абсолютное большинство голосов) вместе с Демократической партией Италии. 17 февраля 2009 года он подвёл итог своего президентства. В августе 2011 года Дурнвальдер объявил, что не хочет повторно претендовать на пятый президентский срок.
14 июня 2011 года он занял пост ротационного президента еврорегиона Тироль-Альто-Адидже-Трентино. Его двухлетний мандат совпал с выполнением им президентских полномочий в Автономной области Трентино-Альто-Адидже и Автономной провинции Больцано. Срок его полномочий истек 10 октября 2013 года, и его преемником на посту президента еврорегиона был назначен Гюнтер Платтер, глава австрийской федеральной земли Тироль.
После выборов 28 октября 2013 года преемником Дурнвальда на посту президента Автономной провинции Больцано стал член Южнотирольской народной партии Арно Компачер.

### Судебные разбирательства
В октябре 2012 года Счётная палата обвинила Дурнвальда в том, что он потратил 1 300 000 евро государственных денег без каких-либо оснований. В июне 2016 года он был оправдан по обвинению в растрате во время управления представительским фондом. В июне 2016 года Дурнвальдер был оправдан по обвинению в хищении. Его обязали выплатить сумму в 385 890 евро в дополнение к денежным процентам по решению Центральной секции Римского Суда аудиторов, которое подтвердило решение бухгалтерских судей в Больцано от февраля 2015 года. 12 июля 2019 года Апелляционный суд в Тренто приговорил Дюрвальдера к двум годам и шести месяцам за растрату из зарезервированных средств.
В 2020 году он был осуждён Верховным судом за клевету в отношении прокурора Счетной палаты Больцано, Роберта Шульмерса, который инициировал процедуру проверки частных средств Дурнвальдера.
В 2018 году Дурнвальдер был осужден, вместе с бывшим директором охотничьих и рыболовных хозяйств Хайнрихом Эрхардом судьями Апелляционного Суда, по результатам ревизии, выявившей десятки указов за подписями осуждённых, которые позволили охотникам убийство тысяч диких животных в провинции Больцано, внесённых в европейские списки животных, нуждающихся в защите. Апелляция была подана Лигой против вивисекции и Лигой за отмену охоты. В 2020 году Дурнвальдеру присудили штраф в размере 468 000 евро.